# Lei de Murphy
A lei de Murphy é um adágio ou epigrama que é tipicamente declarado como: "Tudo que pode dar errado dará errado." Embora declarações e conceitos similares tenham sido feitos ao longo da história, a lei em si foi criada por, e nomeada em homenagem ao, engenheiro aeroespacial americano Edward A. Murphy Jr.; suas origens exatas são debatidas, mas é geralmente acordado que se originou de Murphy e sua equipe seguindo um acidente durante testes de trenó foguete em algum momento entre 1948 e 1949, e foi finalizada e popularizada pela primeira vez pelo chefe do projeto de testes John Stapp durante uma conferência de imprensa posterior. A citação original de Murphy era o conselho de design preventivo de que "Se há duas ou mais maneiras de fazer algo e uma delas resulta em uma catástrofe, então alguém fará daquela maneira." A lei entrou no conhecimento público mais amplo no final da década de 1970 com a publicação do livro de 1977 de Arthur Bloch Murphy's Law, and Other Reasons Why Things Go WRONG, que incluía outras variações e corolários da lei. Desde então, a lei de Murphy permaneceu um adágio popular (e ocasionalmente mal utilizado), embora sua precisão tenha sido disputada por acadêmicos.
"Leis" similares incluem a lei de Sod, a lei de Finagle e a lei de Yhprum, entre outras.

É comumente citada (ou abreviada) também como:
| “ | "Se algo pode dar errado, dará." | ” |

## História

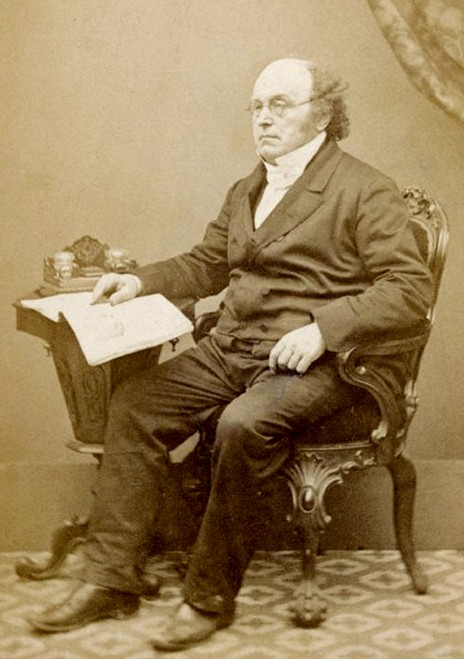
O matemático britânico Augustus De Morgan (retratado por volta de 1860) escreveu em 1866 que "tudo que pode acontecer acontecerá".

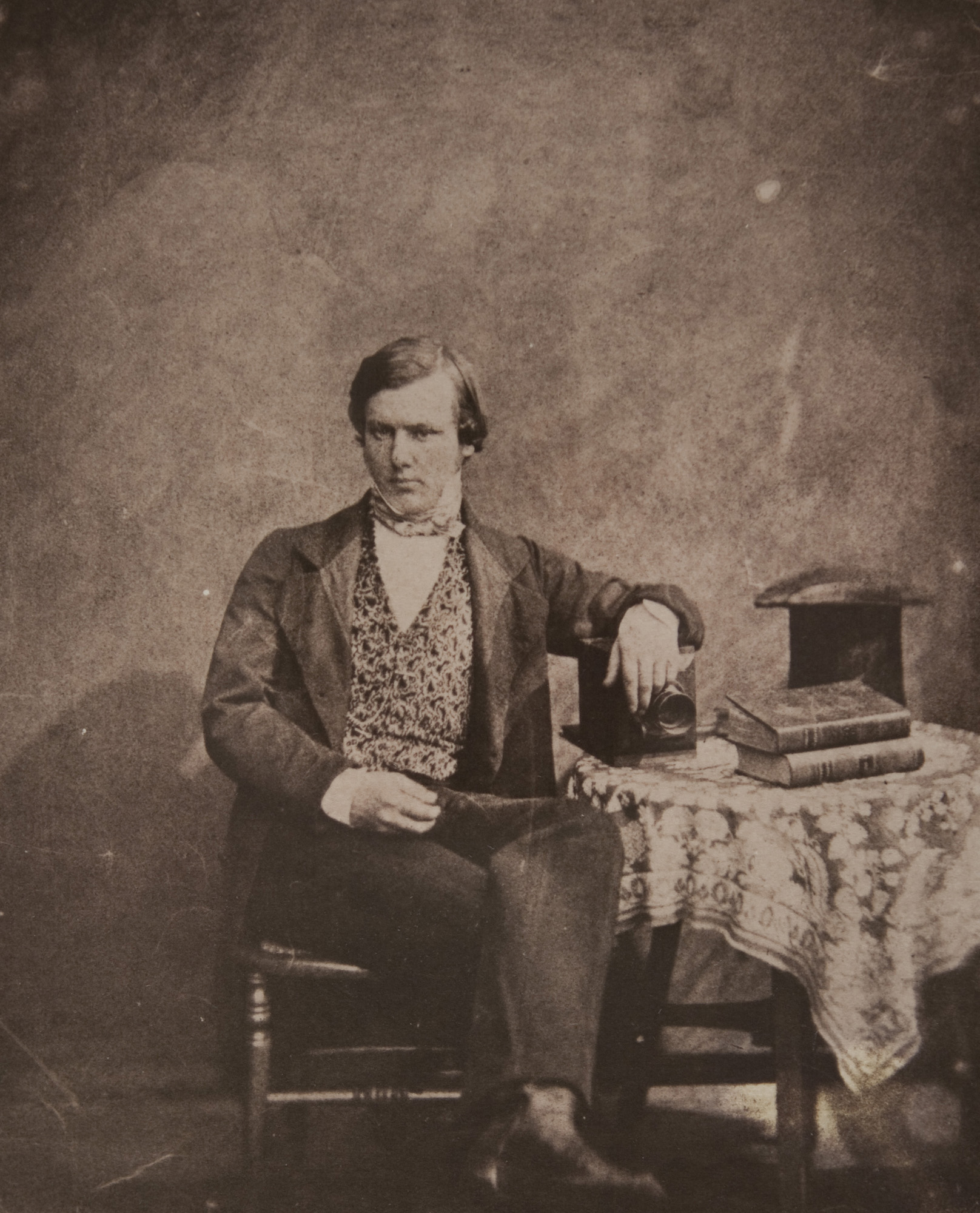
O mágico de palco britânico Nevil Maskelyne escreveu em 1908 que, durante ocasiões especiais, "tudo que pode dar errado dará errado".

A perversidade percebida do universo há muito tempo é objeto de comentário, e precursores da versão moderna da lei de Murphy são abundantes. Segundo Robert A. J. Matthews em um artigo de 1997 na Scientific American, o nome "lei de Murphy" originou-se em 1949, mas o conceito em si já era conhecido há muito tempo. Como citado por Richard Rhodes,:187 Matthews disse: "A versão familiar da lei de Murphy não tem bem 50 anos, mas a ideia essencial por trás dela existe há séculos. [...] A versão moderna da Lei de Murphy tem suas raízes em estudos da Força Aérea dos Estados Unidos realizados em 1949 sobre os efeitos da desaceleração rápida em pilotos." Matthews continua explicando como Edward A. Murphy Jr. foi o epônimo, mas apenas porque seu pensamento original foi posteriormente modificado para a forma agora estabelecida que não é exatamente o que ele mesmo havia dito. Pesquisas sobre a origem da lei de Murphy foram conduzidas por membros da American Dialect Society (ADS).
O matemático Augustus De Morgan escreveu em 23 de junho de 1866: "O primeiro experimento já ilustra uma verdade da teoria, bem confirmada pela prática, tudo que pode acontecer acontecerá se fizermos tentativas suficientes." Em publicações posteriores "tudo que pode acontecer acontecerá" ocasionalmente é chamado de "lei de Murphy", o que levanta a possibilidade de que "Murphy" seja simplesmente "De Morgan" mal lembrado.
O membro da ADS Stephen Goranson encontrou uma versão da lei, ainda não generalizada ou com esse nome, em um relatório de Alfred Holt em uma reunião de 1877 de uma sociedade de engenharia.

É constatado que tudo que pode dar errado no mar geralmente dá errado mais cedo ou mais tarde, então não é de se admirar que os proprietários prefiram o seguro ao científico... Suficiente ênfase dificilmente pode ser colocada nas vantagens da simplicidade. O fator humano não pode ser negligenciado com segurança no planejamento de máquinas. Se a atenção deve ser obtida, o motor deve ser tal que o engenheiro estará disposto a cuidar dele.
O membro da ADS Bill Mullins encontrou uma versão ligeiramente mais ampla do aforismo em referência à mágica de palco. O mágico de palco britânico Nevil Maskelyne escreveu em 1908:

É uma experiência comum a todos os homens descobrir que, em qualquer ocasião especial, como a produção de um efeito mágico pela primeira vez em público, tudo que pode dar errado dará errado. Se devemos atribuir isso à malignidade da matéria ou à depravação total das coisas inanimadas, se a causa excitante é pressa, preocupação, ou o que for, o fato permanece.
Na astronomia, a "Lei de Spode" refere-se ao fenômeno de que os céus estão sempre nublados no momento errado; a lei foi popularizada pelo astrônomo amador Patrick Moore mas data da década de 1930.
Em 1948, o humorista Paul Jennings cunhou o termo resistencialismo, uma brincadeira jocosa com resistência e existencialismo, para descrever "comportamento aparentemente rancoroso manifestado por objetos inanimados", onde objetos que causam problemas (como chaves perdidas ou uma bola quicando fugitiva) são ditos exibir um alto grau de malícia em relação aos humanos.
Em 1952, como uma epígrafe para o livro de montanhismo The Butcher: The Ascent of Yerupaja, John Sack descreveu o mesmo princípio, "Tudo que possivelmente pode dar errado, dá", como um "antigo adágio do montanhismo".

### Associação com Murphy

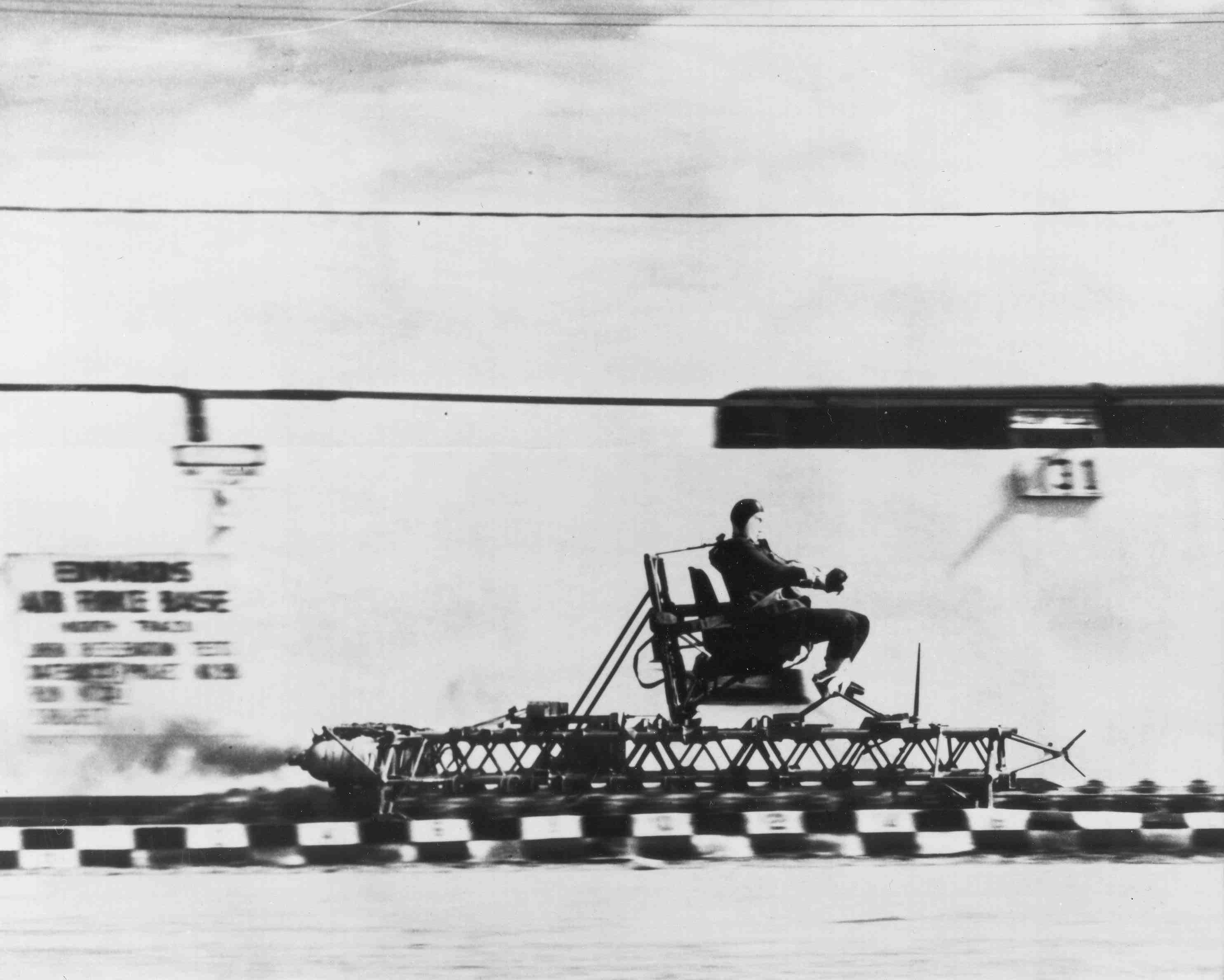
John Stapp montando um trenó foguete no Muroc Army Air Field (retratado por volta do final da década de 1940 ou início da década de 1950). A lei de Murphy provavelmente originou-se durante testes similares em 1948 e 1949.

Recordações divergentes anos depois por vários participantes tornam impossível identificar precisamente quem primeiro cunhou o ditado lei de Murphy. O nome da lei supostamente deriva de uma tentativa de usar novos dispositivos de medição desenvolvidos por Edward A. Murphy, um capitão da Força Aérea dos Estados Unidos (USAF) e engenheiro aeronáutico. A frase foi cunhada em uma reação adversa a algo que Murphy disse quando seus dispositivos falharam em funcionar e foi eventualmente moldada em sua forma atual antes de uma conferência de imprensa alguns meses depois – a primeira de muitas dadas por John Stapp, um coronel da USAF e cirurgião de voo na década de 1950.
De 1948 a 1949, Stapp chefiou o projeto de pesquisa MX981 no Muroc Army Air Field (posteriormente renomeado Base da Força Aérea Edwards) com o propósito de testar a tolerância humana às forças g durante desaceleração rápida. Os testes usaram um trenó foguete montado em uma ferrovia com uma série de freios hidráulicos no final. Os testes iniciais usaram um boneco de teste de colisão humanóide amarrado a um assento no trenó, mas testes subsequentes foram realizados pelo próprio Stapp, na época capitão da USAF. Durante os testes, questões foram levantadas sobre a precisão da instrumentação usada para medir as forças g que o Capitão Stapp estava experimentando. Edward Murphy propôs usar extensômetros eletrônicos anexados às braçadeiras de contenção do arnês de Stapp para medir a força exercida sobre eles por sua desaceleração rápida. Murphy estava envolvido em apoiar pesquisa similar usando centrífugas de alta velocidade para gerar forças g.
Durante uma execução de teste deste método usando um chimpanzé, supostamente por volta de junho de 1949, o assistente de Murphy fez a fiação do arnês e o trenó foguete foi lançado. Os sensores forneceram uma leitura zero; no entanto, tornou-se aparente que eles haviam sido instalados incorretamente, com alguns sensores ligados ao contrário. Foi neste ponto que um Murphy frustrado fez sua declaração, apesar de ter sido oferecido o tempo e a chance de calibrar e testar a instalação do sensor antes do teste propriamente dito, o que ele recusou de forma um tanto irritada, começando com o pé esquerdo com a equipe MX981. George E. Nichols, um engenheiro e gerente de garantia de qualidade do Laboratório de Propulsão a Jato que estava presente na época, lembrou em uma entrevista que Murphy culpou a falha em seu assistente após o teste falhado, dizendo: "Se aquele cara tem alguma maneira de cometer um erro, ele cometerá."Predefinição:Fonte não confiável? O relato de Nichols é que a "lei de Murphy" surgiu através de conversa entre os outros membros da equipe; foi condensada para "Se pode acontecer, acontecerá", e nomeada para Murphy em zombaria do que Nichols percebeu como arrogância da parte de Murphy. Outros, incluindo o filho sobrevivente de Edward Murphy, Robert Murphy, negam o relato de Nichols,Predefinição:Fonte não confiável? e afirmam que a frase realmente se originou com Edward Murphy. Segundo o relato de Robert Murphy, a declaração de seu pai foi algo como "Se há mais de uma maneira de fazer um trabalho, e uma dessas maneiras resultará em desastre, então ele fará daquela maneira."
A frase recebeu primeira atenção pública durante uma conferência de imprensa na qual Stapp foi perguntado como era possível que ninguém havia sido gravemente ferido durante os testes do trenó foguete. Stapp respondeu que era porque eles sempre levavam a lei de Murphy em consideração; ele então resumiu a lei e disse que, em geral, significava que era importante considerar todas as possibilidades (coisas possíveis que poderiam dar errado) antes de fazer um teste e agir para combatê-las. Assim, o uso de Stapp e o suposto uso de Murphy são muito diferentes em perspectiva e atitude. Um é azedo, o outro uma afirmação de que o previsível é superável, geralmente por planejamento suficiente e redundância. Nichols acredita que Murphy não estava disposto a assumir a responsabilidade pela falha inicial do dispositivo (por si só um problema sem grande significado) e deve ser duplamente condenado por não permitir à equipe MX981 tempo para validar a operabilidade do sensor e por tentar culpar um subordinado nas consequências embaraçosas.
O nome "lei de Murphy" não foi imediatamente seguro. Uma história de Lee Correy na edição de fevereiro de 1955 da Astounding Science Fiction referia-se à "lei de Reilly", que declara que "em qualquer empreendimento científico ou de engenharia, tudo que pode dar errado dará errado". O presidente da Comissão de Energia Atômica Lewis Strauss foi citado no Chicago Daily Tribune em 12 de fevereiro de 1955, dizendo "Espero que seja conhecida como lei de Strauss. Poderia ser declarada mais ou menos assim: Se algo ruim pode acontecer, provavelmente acontecerá."
Martin Caidin, um piloto da Agência Federal de Aviação, em seu livro Operation Nuke (1973) capítulo 13: lista as Três Leis da Física de Murphy como (1.) Tudo que pode dar errado, dará errado. (2.) Tudo que está errado está destinado a piorar. (3.) Quando as duas primeiras leis passaram, e você ainda está por perto, entre em pânico.
Arthur Bloch, no primeiro volume (1977) de sua série Murphy's Law, and Other Reasons Why Things Go WRONG, imprime uma carta que recebeu de Nichols, que lembrou de um evento que ocorreu em 1949 na Base da Força Aérea Edwards que, segundo ele, é a origem da lei de Murphy, e foi primeiro publicamente relatado por Stapp. Um trecho da carta diz:

O homônimo da lei era o Capitão Ed Murphy, um engenheiro de desenvolvimento do Laboratório de Aeronaves de Wright Field. A frustração com um transdutor de cinta que estava funcionando mal devido a um erro na fiação das pontes dos extensômetros o fez comentar – "Se há alguma maneira de fazer errado, ele fará" – referindo-se ao técnico que havia feito a fiação das pontes no Laboratório. Eu atribuí a lei de Murphy à declaração e às variações associadas.

#### Origens disputadas
A associação com o incidente de Muroc não é de forma alguma segura. Apesar de extensa pesquisa, nenhum traço de documentação do ditado como "lei de Murphy" foi encontrado antes de 1951. As próximas citações não são encontradas até 1955, quando a edição de maio–junho do Aviation Mechanics Bulletin incluiu a linha "Lei de Murphy: Se uma peça de aeronave pode ser instalada incorretamente, alguém a instalará daquela maneira", e o livro de Lloyd Mallan Men, Rockets and Space Rats, referiu-se a: "A paródia favorita do Coronel Stapp sobre leis científicas sérias—lei de Murphy, Stapp a chama—'Tudo que possivelmente pode dar errado dará errado'." Em 1962, os Mercury Seven atribuíram a lei de Murphy aos filmes de treinamento da Marinha dos Estados Unidos.
Fred R. Shapiro, o editor do Yale Book of Quotations, mostrou que em 1952 o adágio foi chamado de "lei de Murphy" em um livro de Anne Roe, citando um físico não nomeado:

ele descreveu [isso] como "lei de Murphy ou a quarta lei da termodinâmica" (na verdade havia apenas três da última vez que ouvi) que declara: "Se algo pode dar errado, dará."
Em maio de 1951, Anne Roe deu uma transcrição de uma entrevista (parte de um teste de apercepção temática, perguntando impressões sobre um desenho) com o referido físico: "Quanto a si mesmo, ele percebeu que isso era o funcionamento inexorável da segunda lei da termodinâmica que declarava a lei de Murphy 'Se algo pode dar errado dará'. Eu sempre gostei da 'lei de Murphy'. Me foi dito isso por um arquiteto." O membro da ADS Stephen Goranson, investigando isso em 2008 e 2009, descobriu que os papéis de Anne Roe, mantidos nos arquivos da American Philosophical Society em Filadélfia, identificaram o físico entrevistado como Howard Percy "Bob" Robertson (1903–1961). Os papéis de Robertson nos arquivos do Caltech incluem uma carta na qual Robertson oferece a Roe uma entrevista dentro dos primeiros três meses de 1949, fazendo isso aparentemente anteceder o incidente de Muroc dito ter ocorrido em ou após junho de 1949.Predefinição:Fonte não confiável?
John Paul Stapp, Edward A. Murphy, Jr., e George Nichols foram conjuntamente premiados com um Prêmio Ig Nobel em 2003 em engenharia "por (provavelmente) dar origem ao nome". A Lei de Murphy também foi o tema da cerimônia do Prêmio Ig Nobel de 2024.

## Visões acadêmicas e científicas
Segundo Richard Dawkins, as chamadas leis como a lei de Murphy e a lei de Sod são bobagem porque requerem que objetos inanimados tenham desejos próprios, ou então reajam de acordo com os próprios desejos da pessoa. Dawkins aponta que uma certa classe de eventos pode ocorrer o tempo todo, mas só são notados quando se tornam um incômodo. Ele dá um exemplo de poluição sonora de aeronaves interferindo com filmagem: há sempre aeronaves no céu a qualquer momento dado, mas elas só são notadas quando causam um problema. Isso é uma forma de viés de confirmação, onde o investigador procura evidências para confirmar suas ideias já formadas, mas não procura evidências que as contradigam. Similarmente, David Hand, professor emérito de matemática e pesquisador sênior no Imperial College London, aponta que a lei dos números verdadeiramente grandes deveria levar alguém a esperar o tipo de eventos preditos pela lei de Murphy ocorrerem ocasionalmente. O viés de seleção garantirá que aqueles sejam lembrados e as muitas vezes que a lei de Murphy não foi verdadeira sejam esquecidas.Têm havido referências persistentes à lei de Murphy associando-a com as leis da termodinâmica desde o início (veja a citação do livro de Anne Roe acima). Em particular, a lei de Murphy é frequentemente citada como uma forma da segunda lei da termodinâmica (a lei da entropia) porque ambas estão predizendo uma tendência a um estado mais desorganizado. Atanu Chatterjee investigou essa ideia declarando formalmente a lei de Murphy em termos matemáticos e descobriu que a lei de Murphy assim declarada poderia ser refutada usando o princípio da ação mínima.

## Variações (corolários) da lei
Desde seu anúncio público inicial, a lei de Murphy rapidamente se espalhou para várias culturas técnicas conectadas à engenharia aeroespacial. Em pouco tempo, variações da lei aplicadas a diferentes tópicos e assuntos passaram para a imaginação pública, mudando com o tempo. Arthur Bloch compilou vários livros de corolários da lei de Murphy e variações da mesma, sendo o primeiro Murphy's Law, and Other Reasons Why Things Go WRONG, que recebeu várias continuações e reimpressões.
A lei de Yhprum é uma reversão otimista da lei de Murphy, afirmando que "qualquer coisa que possa dar certo vai dar certo". Seu nome faz referência direta a isso, sendo "Murphy" ao contrário.
O consultor de gestão Peter Drucker formulou a "lei de Drucker" ao lidar com a complexidade da gestão: "Se uma coisa der errado, todo o resto dará e ao mesmo tempo".
A "lei da Sra. Murphy" é um corolário da lei de Murphy, que afirma que "Qualquer coisa que possa dar errado dará errado enquanto o Sr. Murphy estiver fora da cidade".
O termo às vezes é usado para descrever regras práticas concisas, irônicas e bem-humoradas que muitas vezes não compartilham uma relação com a lei original ou com o próprio Edward Murphy, mas ainda o colocam como um especialista relevante no assunto da lei. Exemplos dessas "leis de Murphy" incluem aquelas para táticas militares, tecnologia, romance, relações sociais, pesquisa e negócios.